# Wolfgang Hiddemann
Wolfgang Hiddemann (* 18. Mai 1949 in Köln) ist ein deutscher Hämatologe und Onkologe und Professor an der Ludwig-Maximilians-Universität München.

## Leben
Hiddemann studierte von 1968 bis 1974 Humanmedizin an der Rheinischen Friedrich-Wilhelms-Universität in Bonn und der Westfälischen Wilhelms-Universität in Münster. Nach dem Abschluss des medizinischen Staatsexamens war er ab 1975 als Assistenzarzt am Universitätsklinikum Münster tätig und erlangte hier 1985 die Anerkennung als Facharzt für Innere Medizin. Während dieser Zeit unternahm er von 1978 bis 1979 einen Forschungsaufenthalt am Memorial Sloan-Kettering Cancer Center in New York. 1986 wurde er zum Oberarzt ernannt und erhielt ein Jahr später außerdem eine Professur auf Zeit in Münster. 1988 folgte die Schwerpunktbezeichnung für Hämatologie und internistische Onkologie. 1992 erhielt er den Ruf als Direktor der Abteilung für Hämatologie und Onkologie an der Georg-August-Universität in Göttingen. Von 1998 bis 2017 war Hiddemann Direktor der Medizinischen Klinik III am Klinikum der Ludwig-Maximilians-Universität München. 1999 wurde auf seine Initiative hin der gemeinnützige Verein „lebensmut – Leben mit Krebs e.V.“ gegründet, der sich der Förderung der psychoonkologischen Betreuung von Patienten und ihren Angehörigen verschrieben hat.

## Wirken
Hiddemann beschäftigt sich in seiner wissenschaftlichen Tätigkeit vor allem mit der Pathogenese und Therapie der akuten lymphatischen und akuten myeloischen Leukämie sowie von niedrig-malignen Lymphomen. Dementsprechend ist er Leiter mehrerer multizentrischer Studiengruppen, war zeitweise Sprecher von verschiedenen Sonderforschungsbereichen und ist unter anderem auch Standortsprecher für München im Rahmen des „Deutschen Konsortiums für Translationale Krebsforschung“. Hiddemann ist im Editorial Board mehrerer Fachzeitschriften vertreten, hierunter die Annals of Oncology, Der Internist, die Deutsche Medizinische Wochenschrift und Leukemia. Daneben ist er Mitglied verschiedener Fachgesellschaften wie der Deutschen Gesellschaft für Hämatologie und Medizinische Onkologie oder der Stiftung Deutsche Krebshilfe.

## Auszeichnungen
Hiddemann hat für sein Wirken verschiedene Auszeichnungen erhalten, hierunter:
- Ehrenmitglied der ungarischen Gesellschaft für Hämatologie und Onkologie
- Ehrenmitglied der südafrikanischen Gesellschaft für Hämatologie
- Ehrenmedaille der polnischen Gesellschaft für Innere Medizin
- Ehrenmitglied der europäischen Gesellschaft für Innere Medizin
- „Charles Brupbacher Lectureship“, Zürich, Schweiz, 2003
- „Emil Frei Leukemia Lectureship“, Harvard Medical School, Boston, USA, 2003
- „Scientific Award“ der Jacqueline Seroussi Foundation, Tel Aviv, Israel, 2006